# Francesca Pellegrini
Francesca Pellegrini (* 20. Februar 2004 in Bergamo) ist eine italienische Radsportlerin, die auf Straße und Bahn Rennen bestreitet.

## Sportlicher Werdegang
2017 wurde Francesca Pellegrini italienische Jugend-Meisterin im Straßenrennen. 2022 belegte sie bei den Junioren-Europameisterschaften und den Junioren-Weltmeisterschaften jeweils den vierten Platz im Straßenrennen der Juniorinnen und sie gewann die Piccolo Trofeo Alfredo Binda. Auf der Bahn wurde sie im selben Jahr mit Martina Sanfilippo, Federica Venturelli und Valentina Zanzi Junioren-Europameisterin in der Mannschaftsverfolgung, bei den Junioren-Weltmeisterschaften errang der italienische Juniorinnen-Vierer mit ihr die Silbermedaille.
2023 wurde Pellegrini mit Martina Fidanza, Sara Fiorin und Martina Alzini italienische Meisterin in dieser Disziplin. Im selben Jahr erhielt sie einen Vertrag beim UAE Development Team. Mit diesem Team entschied sie das Mannschaftszeitfahren der Trofeo Ponente in Rosa für sich. Bei der Polen-Rundfahrt 2024 wurde sie Vierte in der Gesamtwertung. Bei den U23-Europameisterschaften 2024 in Cottbus errang das italienische Team mit Pellegrini, Sara Fiorin, Federica Venturelli und Vittoria Grassi die Bronzemedaille.

## Erfolge

### Bahn
2022
- Junioren-Weltmeisterschaft – Mannschaftsverfolgung (mit Martina Sanfilippo, Federica Venturelli, Valentina Zanzi und Vittoria Grassi)
- Junioren-Europameister – Mannschaftsverfolgung (mit Martina Sanfilippo, Federica Venturelli und Valentina Zanzi)

2023
- Italienische Meisterin – Mannschaftsverfolgung (mit Martina Fidanza, Sara Fiorin und Martina Alzini)

2024
- U23-Europameisterschaft – Mannschaftsverfolgung (mit Sara Fiorin, Federica Venturelli und Vittoria Grassi)

### Straße
2017
- Italienische Jugend-Meisterin – Straßenrennen

2022
- Piccolo Trofeo Alfredo Binda (Juniorinnen)

2023
- eine Etappe Trofeo Ponente in Rosa (Mannschaftszeitfahren)